# Oberhofen am Irrsee
Oberhofen am Irrsee est une commune autrichienne du district de Vöcklabruck en Haute-Autriche. 
Sa population est de 1629 habitants au 4 novembre 2019.

## Géographie
Localités de Oberhofen am Irrsee :
- Berg
- Brunnberg
- Eichenweg
- Fischhof
- Gegend
- Gewerbegebiet-Salzweg
- Haslach
- Haslau
- Höhenroith
- Laiter
- Oberhofen am Irrsee
- Obernberg
- Rabenschwand
- Römerhof
- Salzweg
- Schoibern
- Schweibern
- Steinbach
- Stock
- Wegdorf